# Ausbesserungswerk Braunschweig

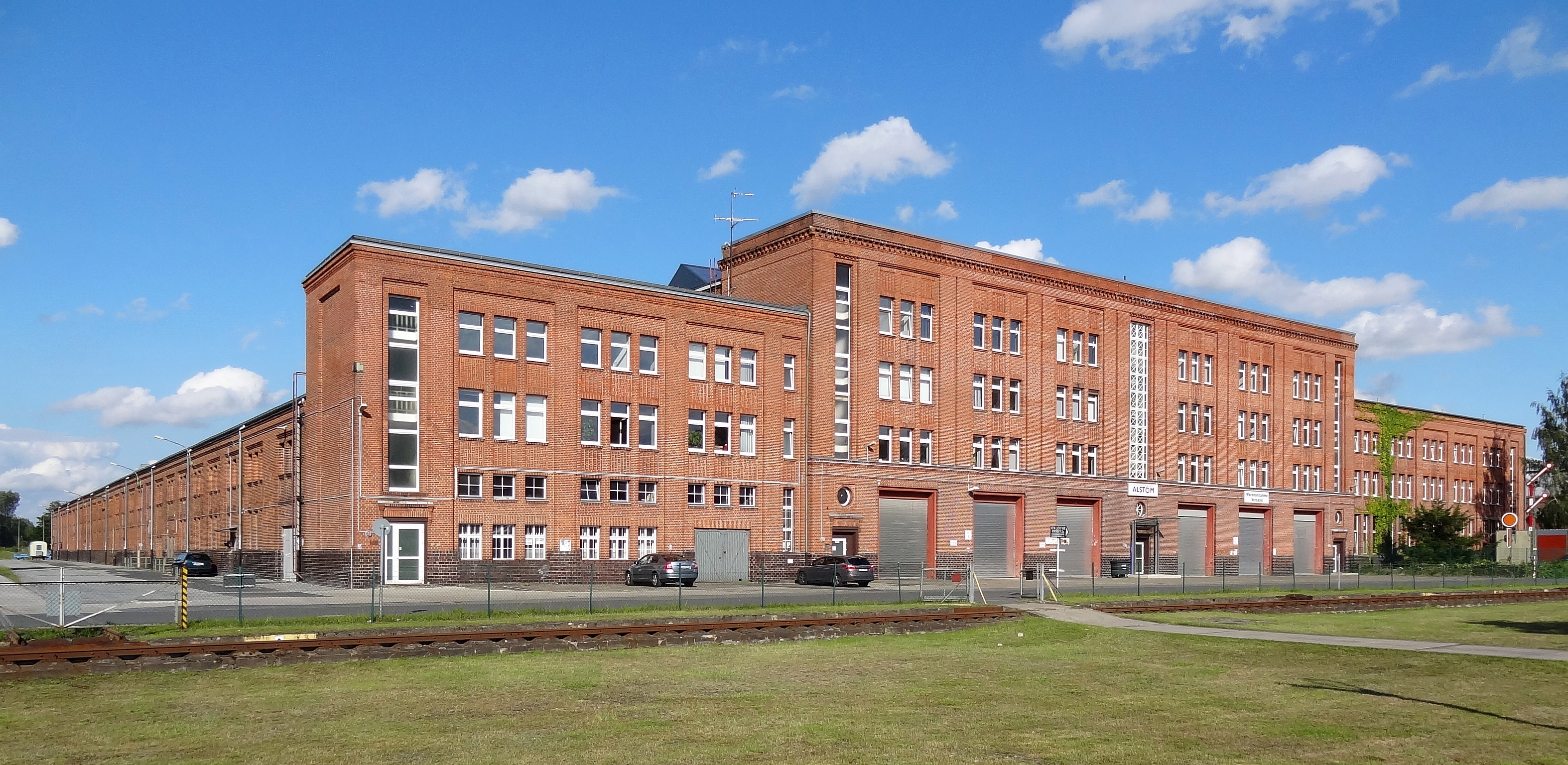
Die Lokrichthalle des Ausbesserungswerkes 2012

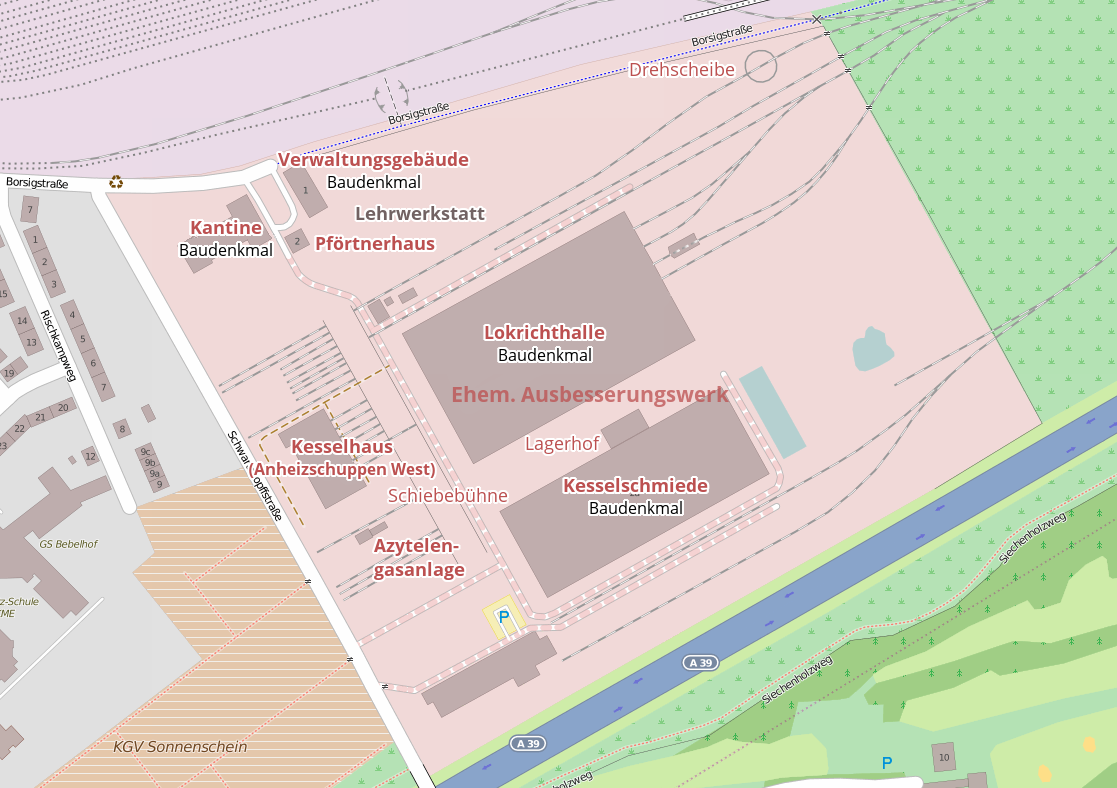
Plan des Ausbesserungswerkes

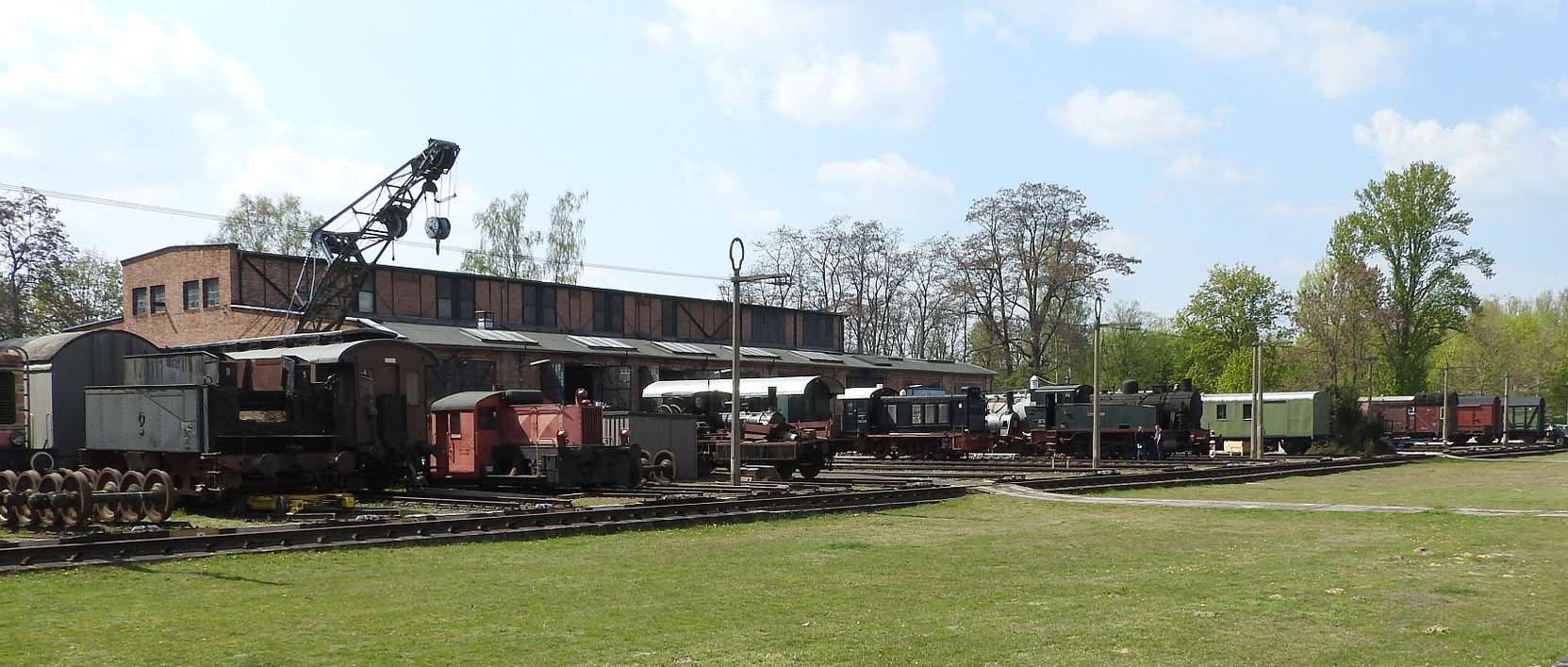
Der Lokpark

Das Ausbesserungswerk Braunschweig war ein Ausbesserungswerk für Dampflokomotiven an der Borsigstraße in Braunschweig. Es war von 1927 bis 1977 in Betrieb und zur Blüte der Dampflokzeit eines der modernsten, größten und bedeutendsten Werke der staatlichen Eisenbahn in Deutschland. Vor dem Werk entstand die Lämmchenteichsiedlung, in der die Arbeiter des Ausbesserungswerkes untergebracht wurden.

## Geschichte
Braunschweig erhielt erst recht spät ein modernes Ausbesserungswerk. Nach drei Jahren Bauzeit wurde am 10. Mai 1927 das Reichsbahn-Ausbesserungswerk Braunschweig an der Borsigstraße in Betrieb genommen. Grund des Neubaus war die totale Überalterung der am damaligen Hauptbahnhof gelegenen und aus der Frühzeit der Eisenbahn stammenden Staatsbahnwerkstatt. Weiterhin sollte es die ebenfalls betagten Werkstätten Magdeburg-Buckau und Halberstadt entlasten. Schon 17 Tage nach Inbetriebnahme verließ die erste ausgebesserte Lok am 27. Mai 1927 das neue Werk. Die Werkstätte Magdeburg-Buckau wurde in der Folge zum 30. April 1930 stillgelegt.
Das Werk betreute vor allem die Schnellzugdampflokomotiven der Baureihen 01 und 03, später auch die Einheitsgüterzuglokomotiven. Es war ab 1974 das letzte Dampflok-Ausbesserungswerk der DB. Die letzte hauptuntersuchte Dampflokomotive war die 043 364. Bis zur Aufgabe 1977 lag der Arbeitsschwerpunkt bei der Verschrottung von Dampflokomotiven. Es ist auch noch das letzte Ausbesserungswerk in Niedersachsen, das fast im Originalzustand erhalten blieb.
Zum Abschluss der Hauptuntersuchungen wurde die Leistung der Lokomotiven auf Leer- oder Last-Probefahrten geprüft. Eine Besonderheit des AW Braunschweigs war ein dafür bereitgestellter Lastprobezug, der aus ausgemusterten und mit Ballastgewichten versehenen Lokomotivtendern bestand.

## Nachnutzung
In der westlichen Anheizhalle fand der Verein Braunschweiger Verkehrsfreunde (VBV) ein Domizil. Der VBV gestaltete seine Fläche zum Lokpark. In Teilen der Richthalle arbeitet der Brückenbauhof der DB und ein Teil des Signalwerkes. Außerdem wurde sie als Lagerhalle genutzt.
2010 mietete Alstom große Teile der Halle, um hier ein Instandhaltungswerk aufzubauen. Im April 2011 wurde der Betrieb auf vier 170 m langen Gleisen aufgenommen, 2014 kam ein fünftes Gleis hinzu. Es werden vor allem Arbeiten an LINT-Triebwagen durchgeführt. Auch ist die Wartung der Alstom-Coradia-Continental-Triebwagen des Elektro-Netz Niedersachsen-Ost ab 2015 dort vorgesehen, dafür werden zwei zusätzliche Gleise hergerichtet und die Zufahrt elektrifiziert.

## Kulturdenkmal
Von den Gebäuden des ehemaligen Bundesbahnausbesserungswerkes wurden die beiden großen Werkshallen (Lokrichthalle und Kesselschmiede) und im Eingangsbereich die Kantine und das Verwaltungsgebäude 1991 unter Denkmalschutz gestellt.